# Hochschule für Agrar-, Forst- und Lebensmittelwissenschaften
Die  Hochschule für Agrar-, Forst- und Lebensmittelwissenschaften HAFL in Zollikofen (Schweiz) ist eines von sechs Departementen der Berner Fachhochschule. Zum Ausbildungsangebot des Departements gehören drei Bachelor- und zwei Master-Studiengänge.

## Geschichte
1964 gründeten 19 Kantone ein Konkordat als Trägerschaft des Schweizerischen Landwirtschaftlichen Technikums. Die anderen Kantone sowie das Fürstentum Liechtenstein kamen im Laufe der Jahre dazu. Unter der Leitung von Fritz König als erstem Direktor wurde die neue Schulanlage nach Plänen des Architekten Eduard Helfer, gebaut und nahm ihren Betrieb 1967 auf. 1976 wurde die Technikerschule in eine Höhere Technische Lehranstalt (HTL) umgewandelt. Die Studiendauer erhöhte sich damit von vier auf sechs Semester. 1982 wurde ein neues Gebäude erstellt, das grösstenteils von der Interkantonalen Lehrmittelzentrale genutzt wird. Fritz König verstarb im Amt. Walter Küng wurde neuer Direktor.
1992 wurde die neue Vertiefung «Internationale Landwirtschaft» eingeführt. Anbauten erweiterten das Schulhaus und das Internat und ein Tropengewächshaus kam hinzu. Im Zuge einer Konkordatsrevision wurde der Name des SLT in Schweizerische Ingenieurschule für Landwirtschaft (SIL) geändert. 1995 ging Direktor Walter Küng in Pension. Alfred Buess trat seine Nachfolge an.
1998 wurde die SIL als Fachhochschul-Institution anerkannt und organisatorisch der Berner Fachhochschule angegliedert. Neu hiess sie Schweizerische Hochschule für Landwirtschaft (SHL). Neben der Diplomausbildung gehören fortan angewandte Forschung, Dienstleistungen und Weiterbildung zum Leistungsauftrag. 2003 wurde der neue Studiengang Forstwirtschaft eingeführt.
2007 wurde der Studiengang Milchwirtschaftliche Lebensmitteltechnologie vollständig reformiert und im Studiengang Agronomie die Vertiefungsrichtung Pferdewissenschaften eröffnet. 2009 beschloss der Konkordatsrat die Auflösung des Konkordats zum Ende 2011 und die Vollintegration der SHL in die Berner Fachhochschule. Er bewilligte die Ausführung eines grossen Erweiterungsbaus zur Lösung der akuten Raumprobleme. Zudem nahm der neue Masterstudiengang in Life Sciences den Betrieb auf.
2010 stimmte das Berner Parlament der Übernahme der Trägerschaft der SHL und dem Kredit für den Erweiterungsbau zu. Im Zuge der Vollintegration in die Berner Fachhochschule erhielt die Ausbildungsstätte den heutigen Namen. Der Kanton Bern löste die bisherige Trägerschaft ab.
Nach zweijähriger Bauzeit bezog die HAFL 2012 auf Anfang Herbstsemester den neuen Erweiterungsbau im Zentrum  des Campus. 2013 ging Direktor Alfred Buess in Pension. Seine Nachfolgerin Magdalena Schindler Stokar leitete das Departement HAFL anschliessend bis 2020. Seit dem 1. September 2020 ist Ute Seeling Direktorin der HAFL.

## Studiengänge
Bachelor
- Agronomie[2]
  - Vertiefung Agrarwirtschaft
  - Vertiefung Pflanzenwissenschaften und Agrarökologie
  - Vertiefung Nutztierwissenschaften
  - Vertiefung Pferdewissenschaften
  - Vertiefung internationale Landwirtschaft

- Waldwissenschaften[3]
  - Vertiefung Wald & Gesellschaft
  - Vertiefung Gebirgswald & Naturgefahren
  - Vertiefung Wald & Holzwirtschaft
- Food Science & Management[4]
  - Vertiefung Technologie
  - Vertiefung Lebensmittelwissenschaften
  - Vertiefung Konsumwissenschaften & Marketing

Master
- Agrar und Waldwissenschaften
- Food, Nutrition and Health